# Intel A100
Intel A100 и A110 — семейство процессоров со сверхнизким энергопотреблением, разработанных Intel специально для применения в UMPC. Эти процессоры основаны на модифицированном ядре Dothan (Pentium M) и производятся по 90-нанометровому техпроцессу. Объём кеш-памяти 2-го уровня составляет 512 КБ, а частота системной шины — 400 МГц.
A110 работает на частоте 800 МГц, а А100 — 600 МГц. Оба процессора имеют TDP 3 Вт, а в простое потребляют всего 0,4 Вт энергии.